# Eulepidotis thermochroa
Eulepidotis thermochroa là một loài bướm đêm trong họ Erebidae.